# グローバル・ステート・オブ・ウェーブランド

グローバル・ステート・オブ・ウェーブランド
Global State of Waveland

国の標語：不明
国歌：不明

ウェーブランド（Global State of Waveland、1997年 - 1999年）は、イギリスの北西沖、イギリスとアイスランドの中間に位置するロッコール島に存在し、グリーンピースがかつて独立国家と主張していた「自称」国家（ミクロネーション）。

## 歴史

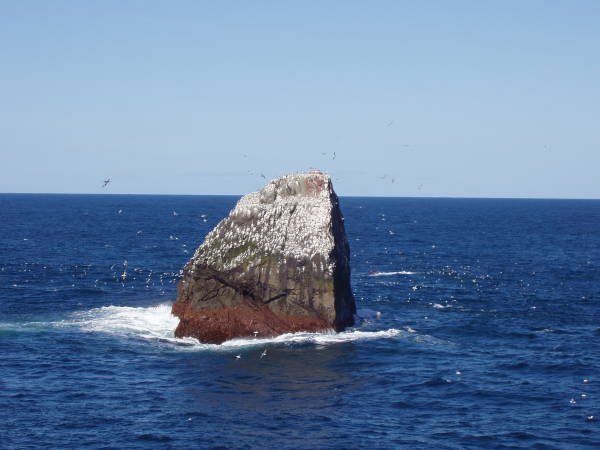
ロッコール島

### ウェーブランド事件
1997年6月10日に4人のグリーンピース活動家が北太平洋海域における油田開発を妨害する目的でロッコール島にヘリコプターで上陸して、42日間にわたって太陽光カプセルに留まった。その結果、新たに占領の最長記録を作ることに成功した。グリーンピースは、この記録によって、「ウェーブランド」としてロッコール島を要求したが、英国政府に無視された。
グリーンピース専務理事クリス・ローズ（Chris Rose）は、「我々はロッコール島自体が欲しい訳ではないが、石油は公益のために温存しなくてはならない。開発の脅威から解放されるまで、私たちが借りておく」と英国のトニー・ブレア首相に話した。

### ウェーブランドの終焉
新たなプロジェクトはロッコール島で国旗掲揚式から始まった。インターネット黎明期に誕生したオンライン「仮想国家」だった。15,000人が市民権証明書を受け取り、何百冊ものパスポートが発行された。ウェーブランドはグリーンピースの外部で数年間、生き続けた。しかし、1999年にこのプロジェクトに投資していた会社が破産。その後、非常に限定された形で復活した。waveland.orgで市民権を申請することができる。

## 地理
最頂部は23m。周囲は断崖絶壁で、1年を通して荒波が打ち寄せるため通常は人の住むことができる環境ではない。だが1997年に上陸したグリーンピース活動家らは、岩棚に自分達の家を作ることを試みた。彼らの家はリラックス用にセットされた2脚の青と白のデッキチェアと共に小さな太陽光カプセルだった。